# Адопционисты
Адопционисты, динамические монархиане (от лат. adoptio «усыновлять») — последователи антитринитарной доктрины, отрицающие божественную сущность Иисуса Христа, считая его человеком, усыновлённым Богом при крещении.
Адопционисты считаются антитринитаристами одним из двух, наряду с модализмом, или савеллианством, течений монархианства.
Первые адопционисты появились уже в II веке, их учение апеллирует к Евангелию от Марка, в котором повествование о детстве Христа отсутствует. По их мнению, нисхождение Духа в момент крещения представляет собой приход божественного начала, принимаемого человеком Иисусом.
Эта позиция придаёт человеку Иисусу особый статус. Если бы не произошло Его усыновления Богом, он просто жил бы дальше как Иисус из Назарета. Это, скорее, вхождение Бога в уже живущего человека, чем боговоплощение.
С данной доктриной и её последователями велась борьба, как с ересью. Доктрина является одной из точек зрения в споре о двух природах в одной личности Христа.

## До-никейские адопционисты

### Возникновение
Вероятно, динамисты появились несколько раньше, чем другое известное течение монархианства, модализм. На это указывает связь первого известного динамиста Феодота Кожевника с более ранним движением алогов, отрицавшими истинность Евангелия от Иоанна. Связь с алогами, о которой говорил Епифаний Кипрский, состояла не в том, что динамисты заимствовали у своих предшественников элементы учения, а в общем критическом отношении к догматике; оба эти движения были распространены в Малой Азии. Динамисты, восприняв у алогов наклонность решать чисто церковные вопросы исключительно на основании разума, были партией церковных учителей, поставивших интересы науки выше интересов веры. Все они славились высоким образованием, усердно занимались светскими науками и не скрывали к ним своей привязанности.
Феодота Кожевника Епифаний называет мужем многоучёным в науках. О кружке феодотиан, действовавшем в Риме, сообщает в своей «Церковной истории» Евсевий Кесарийский: «Оставив Святое Божественное Писание, они занимаются геометрией: от земли взятые, от земли говорят, не зная Сходящего с небес; а некоторые прилежно занимаются геометрией Эвклида; они восхищаются Аристотелем и Теофрастом; Галена чтут почти как Бога». Далее Евсевий сообщает, что в своих критических исследованиях Священного Писания они дошли до желания исправить его. Ими были составлены критически проверенные списки канонических текстов, которые пользовались большою популярностью и назывались по имени их издателей; так известны были списки Феодота, Асклепиодота, Аполлония и Ермофила. К церковному преданию, к творениям церковных писателей они относились пренебрежительно, ставили их ни во что и отзывались о них весьма дерзко.

### Развитие
Самые ранние сохранившиеся сведения о динамистах связаны с именем Феодота Кожевника, о котором известно, что он был родом византиец. Согласно дошедшим рассказам его противников, во время гонения, постигшего христиан его города, Феодот был схвачен, посажен в тюрьму и купил своё освобождение отречением от Христа. Этот поступок сделал невозможным для него дальнейшее пребывание на родине, и Феодот, вероятно, ещё при папе Зефирине появился в Риме, где основал свою школу и принимал участие в спорах, возникших здесь при папе Каликсте. О нём известно так же, что папа Виктор отлучил его от Церкви, что стало первым достоверно засвидетельствованным в истории случаем отлучения христианина, принимавшего символ веры, но разнившегося от церкви в его истолковании.
Вероятно, число его последователей в Риме было не слишком велико, так как иначе Виктор едва ли решился бы наложить на Феодота отлучение. С другой стороны, его партия не могла быть и слишком малочисленной, так как она пыталась основать в Риме отдельную общину во главе с особым епископом. Это случилось при учениках Феодота Кожевника, Феодоте Меняле и Асклепиодоте, судя по именам, тоже выходцам с Востока. Они соблазнили одного римского исповедника Наталия принять звание епископа их партии за известное денежное вознаграждение, пo 150 денариев в месяц, но Наталий недолго пробыл в звании феодотианскаго епископа; побуждаемый видениями, он отрёкся от связей с феодотианами и после публичного покаяния был вновь принят папой Зефирином в церковь.

### Учение
Учение римских динамистов о сущности Бога в подробностях неизвестно. Ипполит Римский, их идеологический противник, в своём рассказе ограничивается только общим замечанием, что Феодот о начале мира учил отчасти согласно с церковью, признавая, что все произведено Богом. Однако свидетельство Евсевия, основанное на не названном источнике, по которому учителями динамистов в области богословия названы Аристотель и Теофраст, и его общее замечание, что «они злоупотребляли науками неверных для подтверждения своего мнения, искажали простую веру хитростями безбожников», дают возможность сделать предположение о сути их учения.
Согласно А. А. Спасскому, в основе их догматической системы лежало аристотелевское понятие о Божестве, в котором Бог резко отделялся от мира и человека. Бог есть абсолютная действительность и жизнь и источник всякой жизни, вечное начало, движущее весь мир, но само не подвергающееся никакому движению, отделённое от всего чувственного, бесстрастное и неизменное. Он находится вне мира и проводит Свою жизнь в замкнутом саморазмышлении, мыслит о Самом Себе и Его мышление есть мысль о мысли, то есть о Себе. Как высочайшее благо и красота, Он всех привлекает к Себе, но Сам стоит вдали от мира и не входит с ним ни в какое соприкосновение. Такое слишком конкретное понятие о Боге, как полноте бытия, в собственном созерцании находящем для Себя высшее блаженство, неизбежно влекло за собой отрицание ипостасного бытия Логоса, то есть бытия Логоса, как самостоятельной Божественной личности рядом с Богом. И динамисты, оставаясь верными предпосылкам аристотелевской философии, категорически отрицали такое ипостасное бытие Логоса и логически пришли к отвержению Божественности Христа.
В трудах позднейших ересиологов младшему Феодоту приписывается оригинальное учение о Лице Христа, существенно отличающееся от учения Феодота Кожевника. По этим сведениям, Феодот Меняла различал высшего и низшего Христа, при чём первого он называл Мелхиседеком, высшим ходатаем и посредником между ангелами и Богом, а второго, евангельского Христа, считал простым человеком. На основании этого, позднейшие ересиологи называют второе поколение феодотиан мелхиседекианами и говорят о них как об о отдельной партии еретичествующих и даже приписывают им особый культ в честь Мелхиседека. Однако, вероятно, эти рассказы основаны на недоразумениях, типичных для древней ересиологии. Источник их лежит в своеобразном толковании феодотианами известного места из послания к Евреям (Евр. 5:6) о Мелхиседеке: вся церковная древность видела в Мелхиседеке явление истинного Сына Божьего. Феодотиане разделяли это воззрение, но сообразно своей системе они под Мелхиседеком понимали не ипостасного Логоса а, по выражению Тертуллиана, некую небесную силу, великую и божественную, явившуюся Аврааму в виде царя мира, Мелхиседека, и потом действовавшую в человеке Иисусе, в котором, очевидно, осуществлялось промыслительное действие Бога в мире.
Школа Феодотиан, впервые высказавшая динамистическое учение о Христе, не имела продолжительной истории в Риме. Занятый научными изысканиями Феодотианский кружок уже по своей учёной серьёзности не мог рассчитывать на широкую пропаганду своего учения. В Риме Феодотиане оказались в положении полководцев, у которых не хватает армии, и скоро сошли со сцены.

## В Средние века
В VIII веке в Испании архиепископ толедский Элипанд и епископ урхельский Феликс снова подняли вопрос о двойственной природе богочеловека, утверждая, что лишь по своей божественной природе Христос есть истинный бог, по своей же человеческой природе он лишь усыновлён богом (отсюда название секты). Этой человеческой природе адопционисты отказывали во многих божественных свойствах, особенно во всезнании, продолжая учение агноэтов.
Элипанд, живший в землях, подвластных арабам, мог беспрепятственно проповедовать своё учение и усиливать свою партию. Но когда Феликс стал распространять адопционизм во владениях Карла Великого, то набирающая силу секта немедленно привлекла внимание Карла.
Нарбонское собрание (синод, 788) не привело ни к какому результату; в 792 году Феликс был приглашён на синод в Регенсбург, отказался от своего учения, признанного присутствующими продолжением несторианской ереси, и подтвердил своё отречение в Риме перед папой Адрианом. Но, вернувшись в Урхель, Феликс вернулся к своим прежним воззрениям. Тогда от Карла Великого ему было послано убедительное возражение и приглашение на собрание во Франкфурт (794). Феликc не явился, и, конечно, учение его было осуждено. Он возражал; ему отвечал Алкуин. Лионский епископ Лейдрад уговорил Феликса приехать в 799 году в Аахен на синод, где Алкуин, после длинного спора, снова убедил его отречься. После того Феликс жил в Лионе до своей смерти в 816 году, под надзором епископа.
Элипанд всю жизнь оставался верен своему учению. В IX веке адопционизм был забыт. В XVI веке главный вопрос адопционизма был поднят анабаптистами.